# Докањаса (Васлуј)
Докањаса (рум. Docăneasa) насеље је у Румунији у округу Васлуј у општини Виндереј. Oпштина се налази на надморској висини од 140 m.

## Становништво
Према подацима из 2002. године у насељу је живело 407 становника, од којих су сви румунске националности.